# Iatrophobia brasiliensis
Iatrophobia brasiliensis (también llamada Jatrophobia brasiliensis) es una especie de insecto perteneciente a la familia Cecidomyiidae.

## Ciclo vital
Los adultos depositan los huevos en la superficie de la hoja de la yuca. A continuación las larvas penetran en el tejido parenquimatoso haciendo que la planta tenga un crecimiento anormal creando protuberancias en la superficie foliar llamadas agallas. Las larvas se desarrollan en un plazo de quince a veintiún días, hasta que emergen de forma adulta para volar y reproducirse.

## Daños económicos
Esta especie es una plaga para las plantaciones de yuca (Manihot esculenta) aunque no es grave si el ataque no es intenso. Si se llega a dar el caso de un ataque intensificado, las raíces se debilitan y las hojas de tornan amarillas.